# ロンドン・スクール・オブ・エコノミクスの関係者

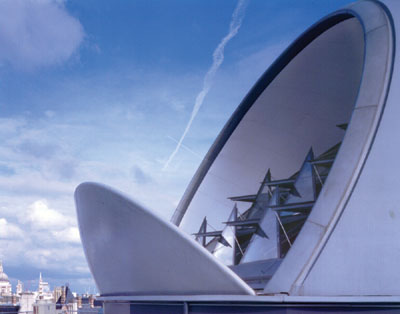
LSE Libraryの屋根

ロンドン・スクール・オブ・エコノミクス (LSE) の著名関係者（創設者・在籍者・教員）リスト。

## ノーベル賞受賞者

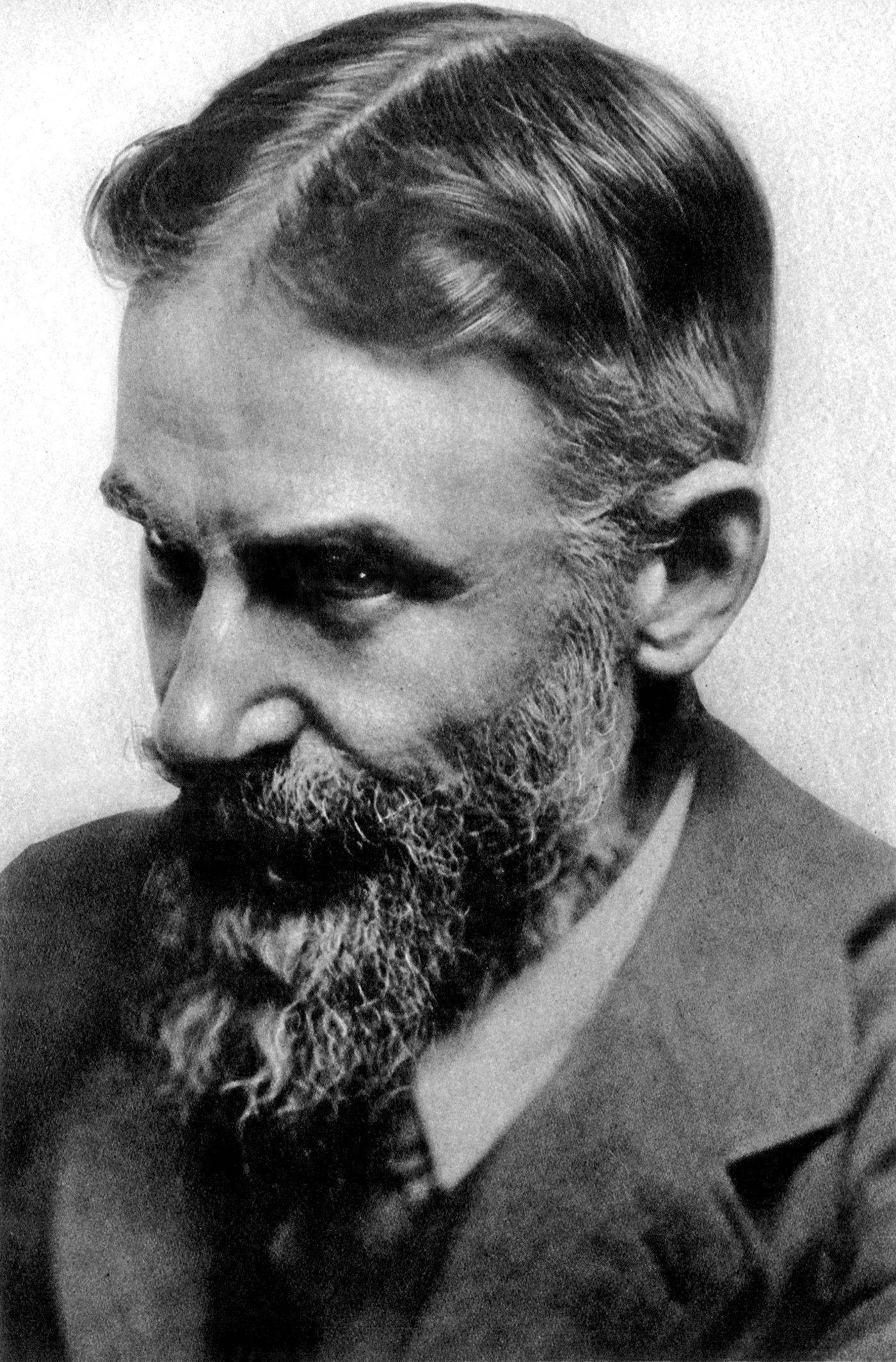
ジョージ・バーナード・ショー

- 1925年：文学賞 - ジョージ・バーナード・ショー (George Bernard Shaw)
- 1950年：文学賞 - バートランド・ラッセル (Bertrand Russell)
- 1950年：平和賞 - ラルフ・バンチ (Ralph Bunche)
- 1959年：平和賞 - フィリップ・ノエル＝ベーカー (Philip Noel-Baker)
- 1972年：経済学賞 - ジョン・ヒックス (John Hicks)
- 1974年：経済学賞 - フリードリヒ・ハイエク (Friedrich Hayek)
- 1977年：経済学賞 - ジェイムズ・ミード (James Meade)
- 1979年：経済学賞 - アーサー・ルイス (Arthur Lewis)
- 1987年：平和賞 - オスカル・アリアス・サンチェス (Óscar Arias)/コスタリカ共和国大統領、1986-1990, 2006-2010
- 1990年：経済学賞 - マートン・ミラー (Merton Miller)
- 1991年：経済学賞 - ロナルド・コース (Ronald Coase)
- 1998年：経済学賞 - アマルティア・セン (Amartya Sen)
- 1999年：経済学賞 - ロバート・マンデル (Robert Mundell)
- 2001年：経済学賞 - ジョージ・アカロフ (George Akerlof)
- 2007年：経済学賞 - レオニード・ハーヴィッツ (Leonid Hurwicz)
- 2008年：経済学賞 - ポール・クルーグマン (Paul Krugman)
- 2010年：経済学賞 - クリストファー・ピサリデス (Christopher A. Pissarides)
- 2016年：平和賞 -フアン・マヌエル・サントス (Juan Manuel Santos)/コロンビア大統領、2010-2018
- 2016年：経済学賞 - オリバー・ハート (Oliver Hart)

## 元首・大統領・首相
2019年3月現在現役の各国元首・大統領・首相

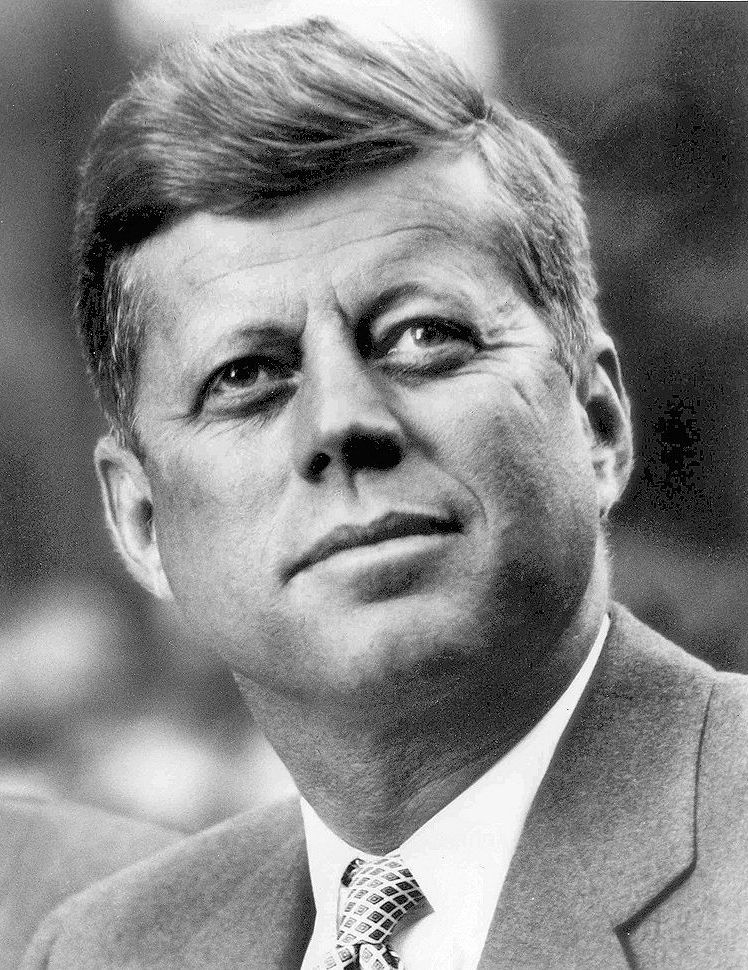
ジョン・F・ケネディ

- マルグレーテ2世 (Margrethe II) - デンマーク王国女王、1972-現在
- フアン・マヌエル・サントス (Juan Manuel Santos) - コロンビア大統領、2010-2018
- 蔡英文 (Tsai Ing-wen) - 台湾（中華民国）総統、2016-現在
- ターマン・シャンムガラトナム - シンガポール共和国大統領、2023-

過去の各国元首・大統領・首相
- ジョン・F・ケネディ (John F. Kennedy) - アメリカ合衆国大統領、1961-1963
- クレメント・アトリー (Clement Attlee) - イギリス首相、1945-1951
- ロマーノ・プローディ (Romano Prodi) - イタリア共和国首相、1996-1998、2006-2008、欧州委員会委員長、1996-2004
- コチェリル・ラーマン・ナラヤナン (K. R. Narayanan) - インド共和国大統領、1997-2002
- シェル・バハドゥール・デウバ (Sher Bahadur Deuba) - ネパール連邦民主共和国首相、1995-1997,  2001-2002,  2004-2005
- リー・クアンユー (Lee Kuan Yew) - シンガポール共和国首相、1959-1990
- ハインリヒ・ブリューニング (Heinrich Brüning) - ドイツ国首相、1930-1932
- ピエール・トルドー (Pierre Trudeau) - カナダ国首相、1968-1979, 1980-1984
- マレック・ベルカ (Marek Belka) - ポーランド共和国首相、2004-2005
- キム・キャンベル (Kim Campbell) - カナダ国首相、1993
- ジョモ・ケニヤッタ (Jomo Kenyatta) - ケニア国共和国大統領、1965-1978、ケニア共和国首相、1963-64
- ユージェニア・チャールズ (Eugenia Charles) - ドミニカ国首相、1980-1995
- モーリス・ビショップ (Maurice Bishop) - グレナダ国首相、1979-1983
- ジョン・コンプトン (John Compton) - セントルシア国首相、1979、1982-1996、2006-2007
- マイケル・マンリー (Michael Manley) - ジャマイカ国首相、1972-1980、1989-1992
- クワメ・エンクルマ (Kwame Nkrumah) - ガーナ共和国大統領、1960-1966
- シルバヌス・オリンピオ (Sylvanus Olympio) - トーゴ共和国大統領、1960-1963、トーゴ共和国首相、1958-1961
- シウサガル・ラングーラム (Seewoosagur Ramgoolam) - モーリシャス共和国首相、1968-1982
- モシェ・シャレット (Moshe Sharett) - イスラエル国首相、1954-1955
- ラムゼイ・マクドナルド (Ramsay MacDonald) - イギリス首相、1924、イギリス労働党党首、1911-1914、1922-1931
- セルゲイ・スタニシェフ (Sergei Stanishev) - ブルガリア共和国首相、2005-2009
- ムワイ・キバキ (Mwai Kibaki) - ケニア共和国大統領、2002-2013
- ジョン・アッタ・ミルズ (John Atta Mills) - ガーナ共和国大統領、2009-2012
- ナヴィン・ラングーラム (Navin Ramgoolam) - モーリシャス共和国首相、1995-2000,  2005-2014
- アノテ・トン (Anote Tong) - キリバス共和国大統領、2003-2016
- Banja Tejan-Sie - シエラレオネ総督、1968-1971
- Sydney Olivier - ジャマイカ総督、1904、1907-1913
- Edward Szczepanik - ポーランド亡命政府首相、1986-1990
- コスタス・シミティス - ギリシャ共和国首相、1996-2004
- ゲオルギオス・アンドレアス・パパンドレウ - ギリシャ共和国首相、2009-2011
- Veerasamy Ringadoo - モーリシャス共和国首相、1992
- P. J. Patterson - ジャマイカ共和国首相、1992-2006
- Beatriz Merino - ペルー共和国首相、2003（ペルー、および南米初の女性首相）
- Kamisese Mara - フィジー共和国初代首相、1967-1992、大統領、1993-2000
- Alfonso López Pumarejo - コロンビア大統領、1934-1938、1942-1945、駐英コロンビア大使、1959
- Hilla Limann - ガーナ共和国大統領、1979-1981
- 兪国華 - 中華民国(台湾)行政院長（首相）、1984-1989、中華民国中央銀行総裁、中華民国財務大臣
- Tanin Kraivixien - タイ王国首相、1976-1977
- Tuanku Jaafar - マレーシア国王、1994-1999
- Forbes Burnham - ガイアナ共和国大統領、1980-1985、ガイアナ共和国首相、1966-1980
- Errol Barrow - バルバドス国初代首相、1966-1976
- 麻生太郎 - 第92代内閣総理大臣、2008-2009

## アカデミック
ノーベル賞受賞者は上記参照。

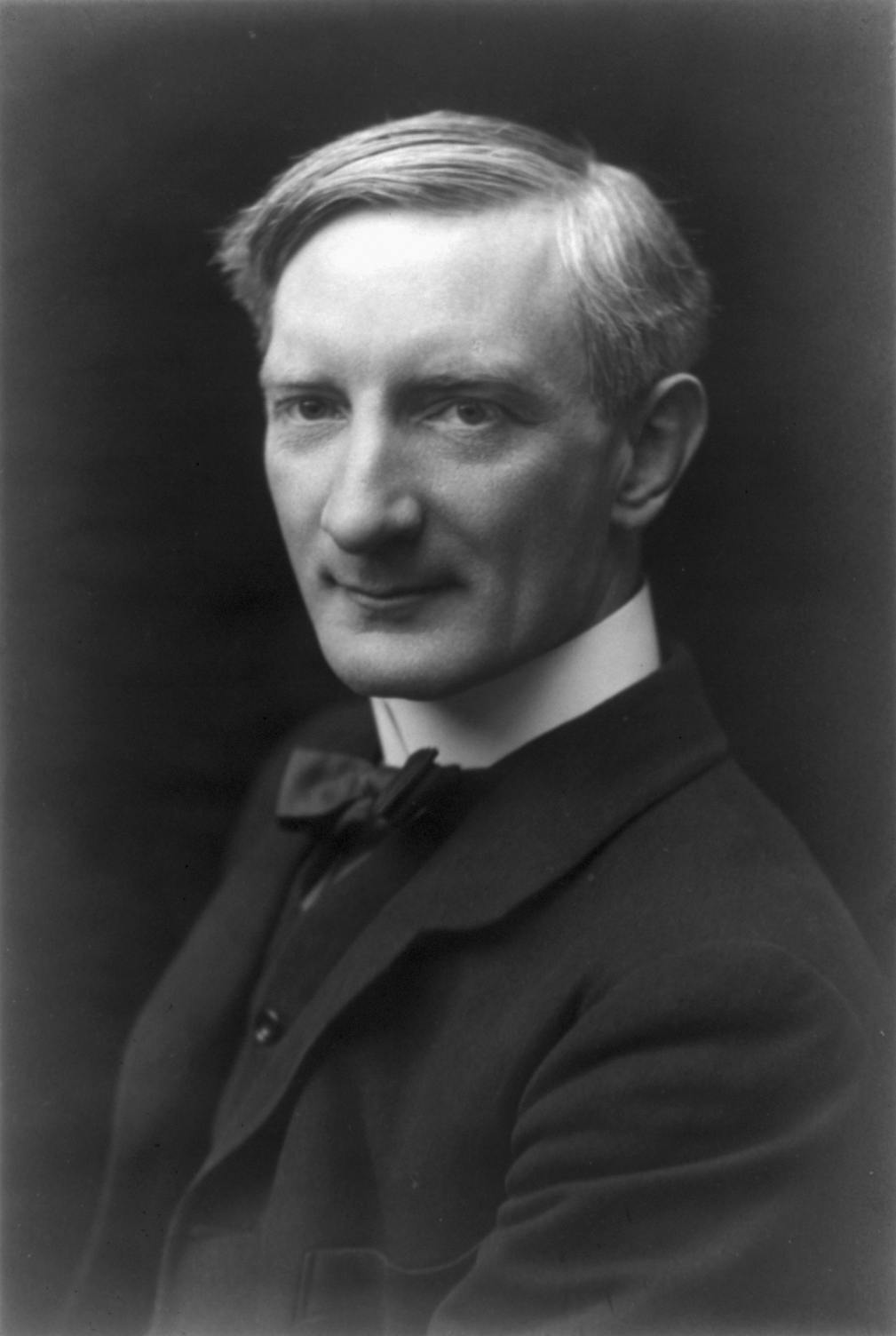
ウィリアム・ベヴァリッジ

- 井上福子 - 経営学 同志社大学大学院ビジネス研究科教授
- 小暮厚之 - 経済学 慶應義塾大学名誉教授
- 杉木明子 - 政治学 慶應義塾大学法学部教授
- 鈴木賢志 - 社会科学 明治大学国際日本学部教授
- スズキ・トモ - 会計学 早稲田大学商学学術院教授
- アンドリュー・メロウ - 認知科学 大阪工業大学情報科学部准教授
- 森嶋通夫 - 経済学 LSE名誉教授・大阪大学名誉教授
- 清滝信宏 - 経済学 プリンストン大学経済学部教授 LSE教授
- 根岸隆 - 経済学 東京大学名誉教授
- 清水洋 - 経営学 早稲田大学商学部教授
- 神事直人 - 経済学、京都大学大学院経済学研究科教授
- 関根友彦 - 経済学 ヨーク大学教授
- 高橋利枝 - 社会学 早稲田大学文学学術院教授
- 田中孝彦 - 国際政治学 早稲田大学政治経済学術院教授
- 前原康宏 - 経済学 元一橋大学経済学部教授
- 和田一夫 - 経営学 東京大学名誉教授
- 野田真里 - 経済学 国際開発学 茨城大学人文学部教授
- 戒能通弘 - 法学 同志社大学法学部教授
- 小宮文人 - 法学 専修大学法科大学院教授
- 中出哲 - 法学 早稲田大学商学部教授
- 牧原出 - 法学 東京大学先端科学技術研究センター教授
- 柴健次 - 会計学 関西大学会計専門職大学院教授
- 五百籏頭眞 - 政治学 神戸大学名誉教授 東日本大震災復興構想会議議長
- 吉田恒昭 - 工学 東京大学名誉教授
- 若泉敬 - 政治学 京都産業大学教授 沖縄返還交渉における理論的貢献
- 篠田英朗 - 政治学、国際関係論 東京外国語大学教授
- トマ・ピケティ (Thomas Piketty) - 経済学、「21世紀の資本論」
- ニコラス・カルドア (Nicholas Kaldor) - 経済学
- ダロン・アシモグル (Daron Acemoglu) - 経済学、ジョン・ベイツ・クラーク賞受賞者
- ウィリアム・ボーモル (William Baumol) - 経済学、文化経済学の創設者
- ジョン・アトキンソン・ホブソン (John A. Hobson) - 経済学
- アルバン・ウィリアム・フィリップス (William Phillips) - 経済学、「フィリップス曲線」
- ライオネル・ロビンズ (Lionel Robbins) - 経済学
- ハロルド・ラスキ (Harold Laski) - 政治学
- C・B・マクファーソン (C. B. Macpherson) - 政治学、「参加民主主義」
- アーチー・ブラウン (Archie Brown) - 政治学、ロシア研究
- アンソニー・ギデンズ (Anthony Giddens) - 社会学、LSE学長（10代）、「第三の道」提唱
- ウィリアム・ベヴァリッジ (William Beveridge) - 経済学、LSE学長（4代）、ベヴァリッジ報告
- アバ・ラーナー (Abba P. Lerner) - 経済学、「経済計算論争」
- リチャード・ティトマス (Richard Titmuss) - 社会政策学、社会政策学の学祖
- ニコラス・スターン (Nicholas Stern) - 経済学、世界銀行チーフエコノミスト、スターン報告
- カール・ポパー (Karl Popper) - 科学哲学、「反証可能性」
- ポール・ファイヤアーベント (Paul Feyerabend) - 科学哲学
- ハルフォード・マッキンダー (Halford Mackinder) - 地政学、現代地政学の学祖、「ハートランド理論」、LSE学長（2代）
- ポール・ケネディ (Paul Kennedy) - 国際関係学、「大国の興亡」
- アラン・ジェームズ (Alan James) - 国際関係学
- ヘドリー・ブル (Hedley Bull) - 国際関係学
- R・J・ヴィンセント (Raymond John Vincent) - 国際関係学
- エドワード・キーン (Edward Keene) - 国際政治学
- バリー・ブザン (Barry Buzan) - 国際関係学
- ブロニスワフ・マリノフスキ (Bronisław Malinowski) - 社会人類学、「参与観察」
- エドワード・エヴァン・エヴァンズ＝プリチャード (E. E. Evans-Pritchard) - 社会人類学
- ニック・ボストロム (Nick Bostrom) - 哲学
- ベンジャミン・バーバー (Benjamin Barber) - 政治学
- ジグムント・バウマン (Zygmunt Bauman) - 社会学
- ウルリッヒ・ベック (Ulrich Beck) - 社会学
- ノルベルト・エリアス (Norbert Elias) - 社会学、詩人
- クリシャン・クマー (Krishan Kumar) - 社会学
- ラルフ・ダーレンドルフ (Ralf Dahrendorf) - 社会学、LSE学長（8代）、「紛争理論」
- アントニー・D・スミス (Anthony D. Smith) - 社会学、ナショナリズム研究
- デイヴィッド・ヘルド (David Held) - 国際関係学
- クリス・ブラウン (Chris Brown) - 国際政治学、国際関係思想研究
- アンドリュー・リンクレイター (Andrew Linklater) - 国際関係学
- アンドリュー・ゴールドソン (Andrew Gouldson) - 環境経営学
- アルバート・O・ハーシュマン (Albert O. Hirschman) - 政治経済学
- ランスロット・ホグベン (Lancelot Hogben) - 動物学、遺伝学、「百万人の数学」「市民の科学」
- ウィリアム・ドナルド・ハミルトン (W. D. Hamilton) - 進化生物学、理論生物学、「赤の女王の仮説」
- ルイス・バーンスタイン・ネイミア (Lewis Bernstein Namier) - 歴史学
- アーネスト・ゲルナー (Ernest Gellner) - 社会人類学、哲学
- ジェフリー・ロバーツ (Geoffrey Roberts) - 歴史学、ソ連外交史
- ジャスティン・ローゼンバーグ (Justin Rosenberg) - 国際関係学
- ジョナサン・ハスラム (Jonathan Haslam) - 歴史学、ソ連外交史
- ジェームズ・ジョル (James Joll) - 歴史学、現代ヨーロッパ研究
- ジェームズ・メイオール (James Bardsley Lawson Mayall) - 国際政治学、南北問題研究
- イアン・ニッシュ (Ian Hill Nish) - 歴史学、日本外交史研究
- オッド・アルネ・ウェスタッド (Odd Arne Westad) - 歴史学、バンクロフト賞受賞者
- ハヴロック・エリス (Havelock Ellis) - 性科学
- オリバー・ロッジ (Oliver Joseph Lodge) - 物理学、コヒーラ検波器の発明、点火プラグの発明
- アニー・ベサント (Annie Besant) - 神智学、積極行動主義者、作家、演説家
- シドニー・ウェッブ (Sidney Webb) - 経済学、社会民主主義者、Beatrice Webbの夫
- フランツ・レオポルド・ノイマン (Franz Leopold Neumann) - 社会学、National Socialismの理論的分析 西ドイツ成立に関わる
- Beatrice Webb - 社会学、経済学、社会民主主義者、シドニー・ウェッブの妻
- John Ashworth - 生物学、LSE学長（10代）
- Walter Adams - 歴史学、LSE学長（7代）
- Sydney Caine - 教育学、経済学、LSE学長（6代）
- Alexander Carr-Saunders - 生物学、社会学、LSE学長（5代）
- Edward Carpenter - 詩人、社会変革運動者
- R. H. Tawney - 経済史
- G. D. H. Cole - 政治学
- Leonard Woolf - 政治学 ヴァージニア・ウルフの夫
- 費孝通 - 文化人類学 北京大学社会学研究所所長 マグサイサイ賞受賞
- バジル・バーンステイン(Basil Bernstein) - 教育社会学

## 政治・行政
元首・大統領・首相経験者は上記参照

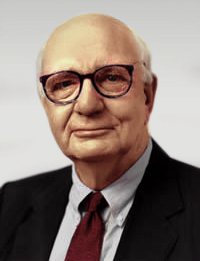
ポール・ボルカー

- ウルズラ・フォン・デア・ライエン (Ursula von der Leyen) - 欧州委員会委員長
- マーヴィン・キング (Mervyn King) - イングランド銀行総裁
- ベン・バーナンキ (Ben Bernanke) - 連邦準備制度 (FRB) 理事会議長、2006-2014
- ローレンス・サマーズ (Lawrence Summers) - アメリカ合衆国財務長官、1999-2001、国家経済会議委員長、2009-現在
- ポール・ボルカー (Paul Volcker) - 連邦準備制度 (FRB) 理事会議長、1979-1987、オバマ政権経済回復諮問会議議長、2009-現在
- ロバート・ルービン (Robert Rubin) - アメリカ合衆国財務長官、1995-1999、ゴールドマン・サックス会長
- エド・ミリバンド (Ed Miliband) - ゴードン・ブラウン内閣 内閣府担当国務大臣、労働党党首 2010-現在
- ジャネット・イエレン (Janet Yellen) - 連邦準備制度 (FRB) 理事会副議長、クリントン大統領経済諮問委員会委員長
- 楊潔篪 (Yang Jiechi) - 中華人民共和国外交部長、2007-2013
- イヴェット・クーパー (Yvette Cooper) - ゴードン・ブラウン内閣財務省主席担当官、2008-現在、住宅担当国務大臣、2007-2008
- ピーター・リチャード・オルザグ (Peter R. Orszag) - オバマ政権アメリカ合衆国行政管理予算局局長、2009-現在
- イブラヒム・アッボーラ・ガンバリ (Ibrahim Gambari) - 国際連合事務次長、2005-2007、国際連合安保理議長
- Howard Davies - イギリス金融監督庁 (FSA) 最高責任者、1997-2003、イングランド銀行副総裁、LSE学長（11代）
- Indraprasad Gordhanbhai Patel - インド準備銀行総裁、1977-1982、LSE学長（9代）
- Frits Bolkestein - 欧州委員会EU域内市場担当委員長、オランダ経済大臣、防衛大臣
- William Pember Reeves - 在英ニュージーランド大使、詩人、LSE学長（3代）
- William Hewins - 政治家、ブリタニカ百科事典執筆者、LSE学長（初代）
- 植原悦二郎 日本国国務大臣・内務大臣
- 鈴木庸介 - 衆議院議員
- 木原誠二 - 衆議院議員
- 鈴木史朗 - 長崎市長
- 上田淳二 - 財務省 財務総合政策研究所総務研究部長
- 舘逸志 - 国土交通省政策統括官、内閣府経済社会総合研究所総括政策研究官
- 田中秀明 - 財務省財務総合政策研究所総括主任研究官、内閣府参事官、明治大学教授
- 林伴子 - 内閣府男女共同参画局長
- 朴元淳 - ソウル特別市長 2011年-現在
- 童冠賢 - 中華民国立法院院長
- トニー・バンクス (Tony Banks) - 英国スポーツ相 1997-1999
- Ashoke Kumar Sen - インド国国務大臣を7度就任（Ministry of Law and Justice等）、ローク・サバー最多回数当選者
- Lakhdar Brahimi - アルジェリア国外務大臣  シリア問題国連・アラブ連盟合同特使 『ブラヒミ報告』
- ピート・ラウス (Pete Rouse) - バラク・オバマ大統領首席補佐官・大統領顧問
- ビームラーオ・アンベードカル (B. R. Ambedkar) - インド国初代法務大臣（ネルー内閣） インド憲法の草案作成者

## 経済界

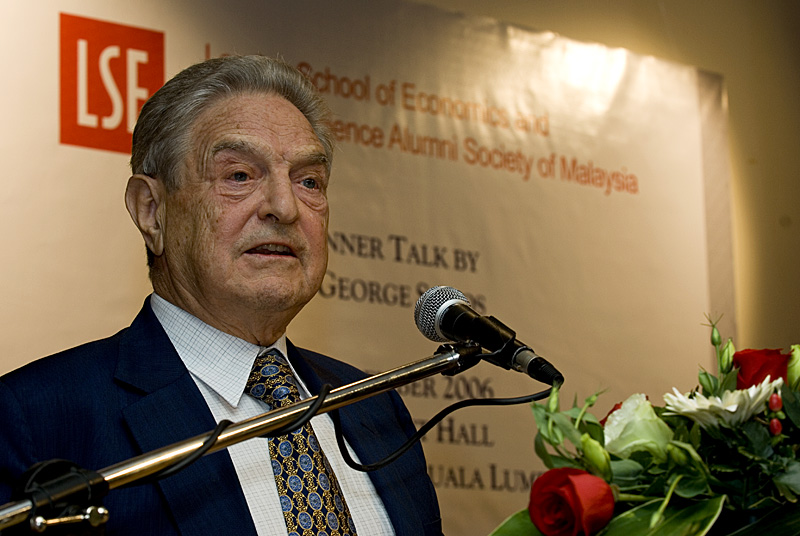
ジョージ・ソロス

- ジョージ・ソロス (George Soros) - 投機家、投資家、慈善家、哲学者
- デイヴィッド・ロックフェラー (David Rockefeller) - ロックフェラー家当主、JPモルガン・チェース 最高経営責任者 (CEO)
- Clara Furse  -ロンドン証券取引所 最高経営責任者 (CEO) 2001-現在
- Jorma Ollila - ノキア 最高経営責任者 (CEO)、フォード・モーター取締役、シェル役員
- Gary Perlin - 世界銀行最高財務責任者 (CFO)、キャピタル・ワン 最高財務責任者 (CFO)
- Zarin Patel - 英国放送協会 (BBC) 最高財務責任者 (CFO)
- Daniel Akerson - ゼネラルモーターズ  最高経営責任者 (CEO) 2010-2014
- Tony Fernandes - エアアジア 最高経営責任者 (CEO)、起業家
- Stelios Haji-Ioannou - イージーグループ 最高経営責任者 (CEO)、起業家
- Christopher Nassetta - ヒルトングループ 最高経営責任者 (CEO)
- Etienne Uzac - international Business Times社創設者、ニューズウィーク誌オーナー
- Mike Jeffries - アバクロンビー&フィッチ 最高経営責任者 (CEO)
- Charles Lee Yeh Kwong - 香港証券取引所 最高経営責任者 (CEO)
- Arif Naqvi - アブラージ・キャピタル (Abraaj Capital) 設立者、最高経営責任者 (CEO)
- Jim Whitehurst - レッドハット社 最高経営責任者 (CEO)
- Terence Beckett - フォード・モーター社取締役会議議長、英国産業連盟 (CBI) 会長 (1980–1987)
- 近衞忠煇 - 国際赤十字・赤新月社連盟 (IFRC) 会長及び日本赤十字社社長 近衞家当主
- 高野研一 - 元コーン・フェリー日本代表
- 本間政雄 - 学校法人立命館副総長・立命館アジア太平洋大学副学長 元京都大学副学長
- Mark Goldring - オックスファム最高経営責任者 2013-現在
- Beth Beld - Attensity社最高マーケティング責任者 (CMO)
- Dorothy Thompson - Drax Group 最高経営責任者 (CEO)

## その他

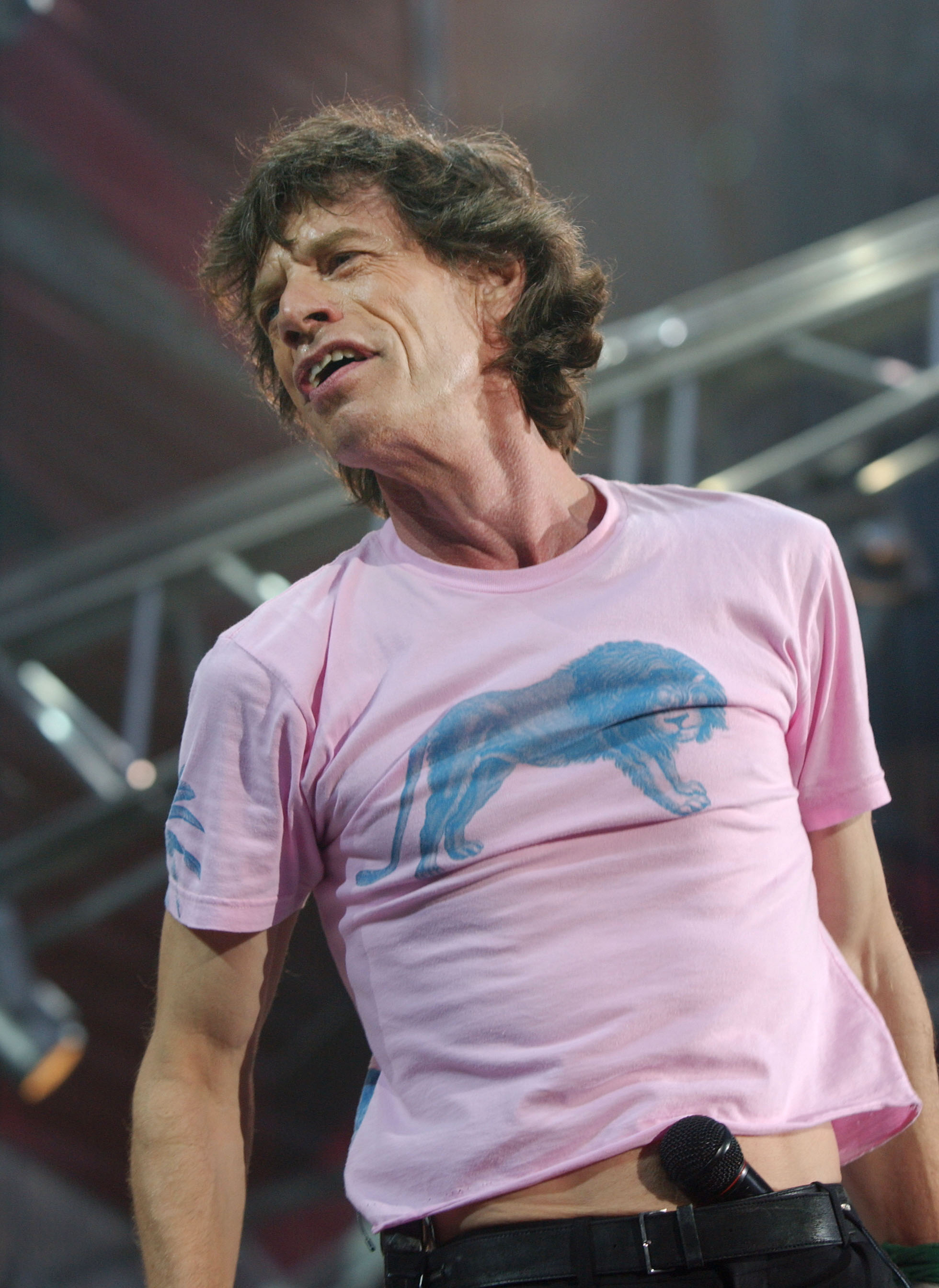
ミック・ジャガー

- ミック・ジャガー (Mick Jagger) - ミュージシャン（ローリング・ストーンズのボーカル）
- ホーコン (Haakon) - ノルウェー王国皇太子
- ナオミ・クライン (Naomi Klein) - ジャーナリスト、作家、反グローバリゼーション活動家 'No Logo'
- モニカ・ルインスキー (Monica Lewinsky) - ホワイトハウス実習生
- シェリー・ブレア (Cherie Blair) - 王立顧問弁護士 (Queen's Counsel)、トニー・ブレアの妻
- マーラ・ヤマウチ (Mara Yamauchi) - マラソンランナー、北京オリンピック女子マラソン6位
- デイビッド・アッテンボロー (David Attenborough) - BBCプロデューサー、動物学者、植物学者、作家、ナレーター
- エメリン・パンクハースト (Emmeline Pankhurst) - 女性参政権活動
- ジェイミー・マーレイ (Jaime Murray) - 女優、『ツイてない男』など
- イーディス・ネズビット (E. Nesbit) - 小説家、詩人、政治活動家、『宝探しの子供たち』
- ハーバート・ジョージ・ウェルズ (H. G. Wells) - SF作家、歴史学者、『タイム・マシン』
- アーノン・ミルチャン (Arnon Milchan) - 映画プロデューサー、『プリティ・ウーマン』『L.A.コンフィデンシャル』など
- ジャネット・エンジェル (Jeannette Angell) - 小説家、『コールガール』、人類学者
- ミーカ (Mika) - シンガーソングライター兼プロデューサー。レバノン出身、ロンドン在住。
- Vanessa Kerry - アメリカ民主党のアクティビスト（ジョン・ケリー合衆国上院議員の次女）
- Edward R. Pease - 作家
- Hubert Bland - 社会主義者
- Graham Wallas - 社会主義者
- ゼカリア・シッチン (Zecharia Sitchin) - 作家 古代宇宙飛行士説
- マークス寿子 - 評論家
- 工藤雪枝 - ジャーナリスト
- Josiah Bartlet  - アメリカのTVドラマ『ザ・ホワイトハウス』の大統領（架空のキャラクター）
- Jim Hacker - イギリスのTVドラマ'Yes Minister'のイギリス首相（架空のキャラクター）
- アンドリュー・ボンド (Andrew Bond) - イギリス映画『007シリーズ』の主人公ジェームズ・ボンドの父（架空のキャラクター）
- ジャック・ライアン (Jack Ryan) - 映画『エージェント:ライアン』の主人公ジャック・ライアン（架空のキャラクター）